# Model nieparametryczny
Modele nieparametryczne – w identyfikacji procesów, modele nie posiadające struktury, którą trzeba by identyfikować. Ponieważ etap identyfikacji struktury modelu parametrycznego jest często bardzo skomplikowany, modele nieparametryczne stosuje się bardzo często na wstępnych etapach identyfikacji, dla uzyskania podstawowej wiedzy o badanym systemie. 
Do modeli nieparametrycznych zaliczane są:
- model w postaci funkcji odpowiedzi impulsowej,
- model w postaci charakterystyki amplitudowo-fazowej,
- model w postaci funkcji gęstości widmowej mocy,
- model w postaci funkcji autokorelacji lub korelacji wzajemnej.